# Ahmet Özdemir
Ahmet Özdemir (* 15. Januar 1997 in Kayseri) ist ein türkischer Fußballspieler.

## Karriere
Özdemir begann 2007 in der Jugend von Kayseri Yolspor mit dem Vereinsfußball und wechselte er 2009 in die Jugend von Kayseri Erciyesspor.
Zur Saison 2015/16 erhielt er einen Profivertrag und wurde Teil der Profimannschaft. Nachdem er zu Saisonbeginn in drei Zweitligaspielen eingesetzt worden war, spielte er anschließend überwiegend für die Reservemannschaft des Vereins.